# Peter J. Muller
Peter Johan Muller (1946), bekend als Peter J. Muller, is een Nederlands uitgever en ondernemer.

## Leven en werk
Muller begon zijn carrière als zanger. De liedjes "Beter langharig dan kortzichtig" en "Links de Kinks" waren geen groot commercieel succes, maar gaven wel de vernieuwde tijdgeest weer. Datzelfde gebeurde met Mullers eerste tijdschrift Hitweek, een alternatief jongerentijdschrift dat hij in 1965 samen met onder meer Willem de Ridder uitgaf. Hitweek had veel aandacht voor popmuziek en moderne cultuur. Na een kort intermezzo als bladenverkoper zette Muller in 1968 het tijdschrift Candy op, een blad dat door de vele pornografische foto's goed verkocht. In 1974 verkocht Muller Candy. In 1972 probeerde hij het blad Pagina 1 op te starten.
Datzelfde patroon herhaalde zich bij Mullers volgende project: het roddelweekblad Weekend werd (in navolging van het weekblad Story) opgezet in 1975 en enkele jaren later verkocht aan uitgeverij de Nederlandse Dagblad Unie. Een heus dagblad (De Dag) hield het in 1980 geen twee weken vol. Doorzetter Muller wist van geen ophouden, maar ook de bladen A'dam (1983), Aktie (1985), De Nieuwe Amsterdammer (1991) was geen lang leven beschoren. Van Foxy (2001) wist hij opnieuw een succes te maken, het blad verscheen in 2020 voor het laatst. Muller werd achtereenvolgens gekenschetst als "de beatprins van Hitweek, de seksbaron van Candy en de pulpkoning van Weekend". Muller schreef de introductie van het boek Onder de toonbank (2015) waarin hij terugblikte op zijn tijd als seksbaron.
In januari 2020 publiceerde hij zijn autobiografie "Seksbaron tegen wil en dank" . Eind 2020 maakte hij samen met zijn zoon en dochter een doorstart van tijdschrift "De Nieuwe" dat eerder een succes was in de jaren '90. 
Samen met Geerten Meijsing en anderen richtte Muller in 1972 het Bob Evers-genootschap op.

## Foto's

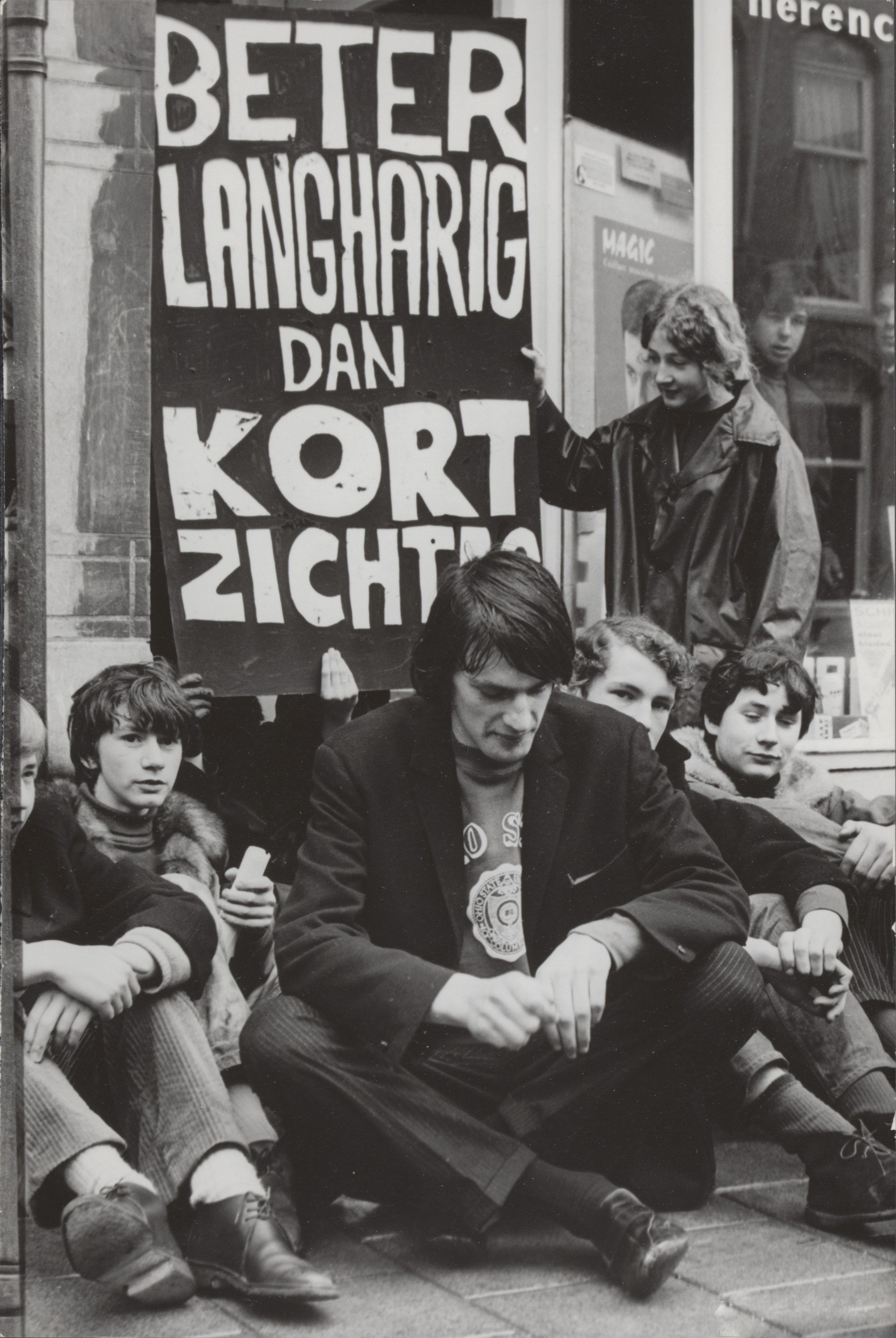
"Beter langharig dan kortzichtig": Peter Muller in 1966
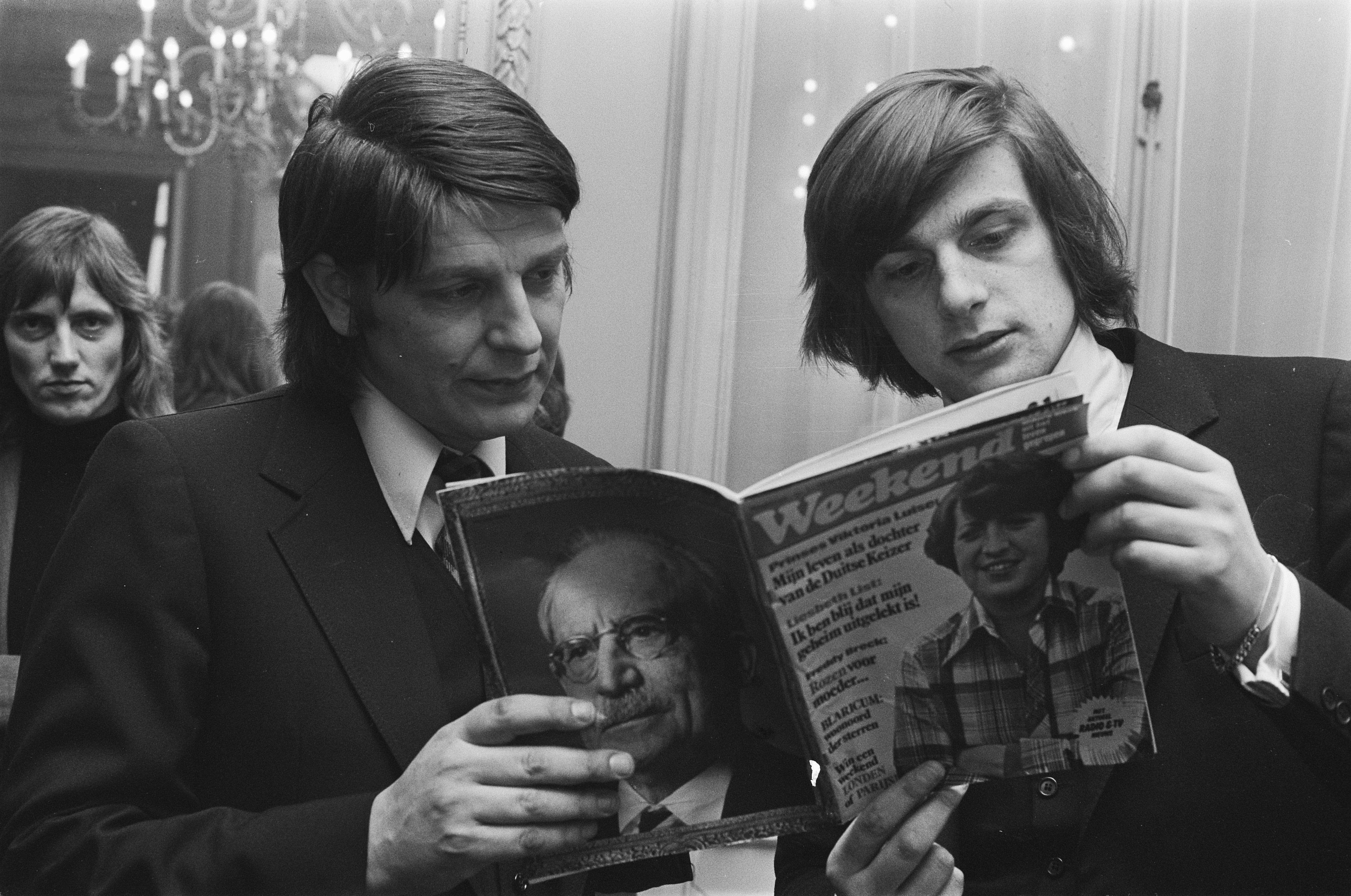
Peter Muller met zijn broer Robert bij de doop van roddelblad Weekend (1975)

## Publicaties
- Onder de toonbank. Pornografie en erotica in de Nederlanden. Redactie: Bert Sliggers en Jos van Waterschoot. Amsterdam, Uitgeverij van Oorschot, 2018. ISBN 978-90-282-8035-9